# Здзіслав Гординський-Юхнович
Гординський–Юхнович Здзіслав Йоакимович (31 липня 1857, Бережани ― 12 січня 1929, Львів) — польський лікар, доктор медицини, генерал дивізії Польської армії.

## Життєпис
Навчався на медичному факультеті Ягеллонського університету.
У 1881 році отримав диплом лікаря. У 1879 р. вступив на військову службу в Збройні сили Австро-Угорщини. З 1887 року служив у Задарі (Хорватія). Переведений до Кракова, в хірургічну клініку професора Людвіка Ридигера. Потім став завідувачем хірургічного відділення.
До 1906 р. був командиром 15-го гарнізонного військового госпіталю в Кракові. Перевівшись до Відня, він читав лекції у Військово-медичній прикладній школі. У 1911 році присвоєно звання генерал-штабного лікаря (еквівалент звання генерал-майора).
У 1912 році призначений комендантом Прикладної школи. У 1915 за власним бажанням вийшов у відставку.
З листопада 1918 р. керував санітарною службою в боях за Львів. 28 грудня 1918 р. був прийнятий до Війська Польського у званні генерал-лейтенанта. Став начальником санітарного відділу Міністерства військових справ і головним лікарем Війська Польського.
17 січня 1920 р. за власним бажанням звільнений з посади з подякою Верховного Головнокомандувача за віддану службу. 20 лютого 1920 р. звільнений з посади голови Підготовчої повірочної підкомісії медичних, піддокторантських і санітарних референтів.
26 жовтня 1923 р. Президент Республіки Польща затвердив йому звання генерал-майора.

## Нагороди
- Орден Франца Йосифа, командорський хрест із зіркою (1915)[2]
- Орден Залізної Корони ІІІ ступеня
- Золотий хрест «За цивільні заслуги» з короною
- Ювілейна пам'ятна медаль 1898
- Військовий ювілейний хрест.[3]